# Disk Operating System
Als Disk Operating System (englisch [dɪsk ˈɒpəɹeɪtɪŋ ˈsɪstəm]; kurz DOS) wird ein Betriebssystem (für einen Computer) bezeichnet, dessen Schwerpunkt die Verwaltung von (magnetisch) gespeicherten Informationen in Form von Dateien auf sich drehenden (Disk) Speichermedien wie Disketten und Festplatten ist.
Heute wird dieser Begriff fast ausschließlich als Synonym für MS-DOS verwendet, dem bis Ende der 1990er am weitesten verbreiteten Betriebssystem mit dieser Fokussierung, und allen damit kompatiblen DOS-Varianten.

## Funktionsweise

### Aufbau
Ein Disk Operating System besteht zumindest aus
- einem im Betriebssystem verankerten Kern für die Konsistenz der gespeicherten Strukturen im jeweiligen Dateisystem (API für Programme),
- einer Nutzerschnittstelle zum Bedienen (z. B. per COMMAND.COM),
- zahlreichen Befehlen zur Verwaltung des Dateisystems, insbesondere z. B. für das Formatieren, Kopieren, Sortieren von Dateien, das Anzeigen des Inhaltes des Speichermediums (dir),
- einer einfachen Hauptspeicherverwaltung, um auszuführende Programme in freie Speicherbereiche zu laden und dort auszuführen.

## Entwicklung
Betriebssysteme vor den DOS-Typen boten meist nur sehr rudimentäre Zugriffsmethoden auf die Festspeicher, oft ohne eine Organisation in „Dateien“ – Daten und Programme wurden direkt in zugewiesene Bereiche geschrieben, der Bediener/Operator musste mitunter selbst (auf Papier) verwalten, wo was gespeichert war.
Die DOS-Betriebssysteme etablierten Begriffe und Verständnis dafür, was eine „Datei“ ist oder ein „Dateisystem“, und boten vergleichsweise komfortable Befehle, Dateien (und Verzeichnisse) zu behandeln (erstellen, löschen, kopieren, umbenennen, in Verzeichnisse gruppieren usw.).
Heutige Betriebssysteme besitzen all diese Fähigkeiten ebenfalls und bieten bzgl. der Dateibehandlung noch komfortablere Methoden, z. B. (grafische) Dateimanager. Sie stellen jedoch heute andere Eigenschaften in den Vordergrund und tragen daher die Abkürzung „DOS“ i. d. R. nicht mehr im Namen.

## Beispiele

### Mainframe
Die Wurzeln der DOS-Systeme liegen in den Betriebssystemen der Mainframes.
In den 1960er Jahren wurde von IBM das DOS/360 als Betriebssystem für Großrechneranlagen der Generation System/360 als Nachfolger und Weiterentwicklung des TOS („Tape Operating System“) ausgeliefert. Unter DOS war es erstmals möglich, ohne IPL mehrere Programmabläufe (Batch-Jobs) quasi parallel zu verarbeiten, und damit über die rein sequenziellen Schreib- bzw. Lesevorgänge des Bandlaufwerks hinauszugehen, und verteilte, sogenannte wahlfreie Zugriffe durchzuführen, wie es für Magnetplatten-Speichermedien üblich ist.
Ein weiterer wichtiger Schritt waren die OS/360-Systeme seit 1966, die timesharing-fähigen CP/CMS-Systeme seit 1967, und Unix (AT&T) seit 1969, mit denen die Speicherungsverwaltung in ein komplexeres Betriebssystem integriert wird.
Im Laufe der 1970er Jahre folgten dann zahlreiche weitere Disk-Operating-Systeme.

### AmigaDOS
Das AmigaDOS war das DOS des Commodore Amiga und Kernkomponente von AmigaOS nach 1985. Dieses DOS beruhte auf dem Multiuser-System TRIPOS der Cambridge University und implementierte seinerzeit revolutionäre Ansätze, wie Microkernel-Architektur und nachladbare Gerätetreiber, wie es heute in allen modernen höheren Betriebssystemen üblich ist.

### Apple DOS
Apple DOS wurde Juli 1978 von Apple für die Apple-II-Generation auf den Markt gebracht. Es erschien in Version 3.1, die Vorgänger waren interne Entwicklungsversionen. Davor war auf den Apple-Rechnern nur das Speichern auf Audiokassetten möglich. Die verbreitetste Version war Apple DOS 3.3 vom August 1980. 1983 wurde es durch das leistungsfähigere Apple ProDOS ersetzt, das neben den bisherigen 13-cm- bzw. 5,25″-Disketten auch die neuen 9-cm- bzw. 3,5″-Disketten wie auch Festplatten unterstützte.
Apple-DOS-Systeme wurden mit Aufkommen der 16-Bit-Architektur durch die graphischen Betriebssysteme GS/OS und ab 1984 Mac OS ersetzt.

### Atari DOS
Das Atari DOS von Atari kam 1979 auf den Markt. Die Version 2.0 hatte schon einen echten speicherresidenten Kernel (DUP.SYS). Es wurde nach Version 4.0 public domain und hat etliche Derivate von Seiten Dritter hervorgebracht.
Atari DOS darf nicht mit Ataris TOS bzw. GEMDOS verwechselt werden – letzteres ein ursprünglich von Digital Research als Unterbau von GEM konzipiertes DOS für 68000-Prozessoren, das entfernt an MS-DOS angelehnt ist, ohne damit binärkompatibel zu sein.

### Commodore DOS
Commodore DOS/CBM DOS ist das von Commodore Business Machines für den Commodore PET ab 1977 entwickelte System. Anders als seine Konkurrenzprodukte liegt es nicht im Computer, sondern im Diskettenlaufwerk selbst, und ist damit kein Computerbetriebssystem, sondern das der Speicherhardware selbst, also Firmware. Dieses DOS wurde zuerst mit den Commodore-2040/3040-Floppydrives ausgeliefert, die der letzten Generation, das Modell 1581 im Format 3,5″, waren zwar ausreichend PC-kompatibel, das Konzept der Diskettencontroller-Firmware ist aber verschwunden.
(Commodore DOS darf nicht mit Commodore MS-DOS verwechselt werden, einer MS-DOS-OEM-Version, die mit späteren IBM-PC-kompatiblen Commodore PCs ausgeliefert wurde und im Artikel PC-kompatibles DOS behandelt wird.)

### CP/M
CP/M von Digital Research war ein in den späten 1970er und frühen 1980er Jahren sehr verbreitetes Betriebssystem für 8-Bit-CPUs. Es ist das einzig nennenswerte DOS-System für Microcomputer vor 1980. Es orientierte sich in etwa am TOPS-10 (Timesharing/Total OS) für Großrechner, ist aber einfacher aufgebaut, weil die Ansprüche an diese frühen Computer wesentlich geringer waren als an die Großrechner: Insbesondere fand die permanente Speicherarbeit nur auf Floppy Disks statt, die schon 1969 bei IBM für das System 360 entwickelt wurden – Festplatten haben sich erst in den mittleren 1980ern auf dem Heimkundenmarkt etabliert. Es ist das erste plattformunabhängige Betriebssystem für diesen Markt und hat die Technik der Hardwareabstraktionsschicht eingeführt, welche die Dateisystemarbeit des BDOS (Basic Disk Operating System) vom hardwarenahen BIOS (Basic Input Output System) für die Gerätetreiber trennt.

### IBM-PC-kompatibles DOS
Durch die große Verbreitung von PCs, die auf den IBM PC und mehr oder weniger dazu kompatible Rechner zurückgehen, hat sich darauf die Familie der zu MS-DOS kompatiblen Betriebssysteme herausgebildet (im PC-Kontext auch oft einfach als DOS-kompatibel bezeichnet), deren Hauptvertreter MS-DOS von Microsoft bzw. PC DOS von IBM darstellen.
MS-DOS und PC DOS wurden ursprünglich als QDOS/86-DOS 1980 von Tim Paterson von Seattle Computer Products als CP/M-80-Klon für Intel-8086-Prozessoren/x86-Computer (IBM-PC-kompatible Computer) entwickelt, weil die Vorstellung von CP/M-86 für 8086-Prozessoren durch Digital Research auf sich warten ließ. Die leichte Anpassbarkeit der Quelltexte an neue Systeme stand bei der Entwicklung von CP/M im Vordergrund, deshalb orientierte sich 86-DOS sehr nahe am Vorbild, ohne jedoch Binärkompatibilität zu bieten. Später wurde 86-DOS von Microsoft gekauft, an IBM lizenziert und von beiden Firmen gemeinsam als MS-DOS bzw. PC DOS weiterentwickelt. Das inzwischen ebenfalls verfügbare CP/M-86 wurde zu einem höheren Preis angeboten und geriet trotz zum Teil weitergehender Fähigkeiten gegenüber MS-DOS/PC DOS zunehmend ins Hintertreffen.
Im Laufe der Jahrzehnte wurden verschiedene zu MS-DOS/PC DOS kompatible Betriebssysteme entwickelt, u. a. auch von Digital Research selbst (Concurrent DOS, Multiuser DOS, DOS Plus, DR DOS, DR PalmDOS), aus denen weitere Systeme (wie FlexOS, Datapac System Manager, IMS REAL/32, Novell DOS oder Caldera OpenDOS) entstanden. Weitere alternative DOS-Systeme sind zum Beispiel Datalight ROM-DOS, General Software Embedded DOS, PTS-DOS, RxDOS, FreeDOS.
MS-DOS/PC DOS und alternative kompatible DOS-Systeme werden als PC-kompatibles DOS bezeichnet.

### Weitere DOS-Betriebssysteme
- In den 1970er Jahren gab es auch auf den Rechnern HP 1000 von Hewlett-Packard ein Einzel-Benutzer-Betriebssystem (engl. Single User OS) namens DOS
- DOS-11: einfaches Betriebssystem für PDP-11 Rechner von DEC
- PalmDOS: verwendet unter anderem auf Bildschirm-Schreibmaschinen von Olivetti (nicht zu verwechseln mit dem unter dem Codenamen Merlin Anfang der 1990er Jahre entwickelten DR PalmDOS, einer speziellen DR DOS-Variante für mobile Systeme wie Handhelds, das im Artikel PC-kompatibles DOS behandelt wird)
- MSX-DOS: von Microsoft für MSX-Computer